# Marakkanam
Marakkanam é uma panchayat (vila) no distrito de Viluppuram, no estado indiano de Tamil Nadu.

## Geografia
Marakkanam está localizada a 12° 12′ N, 79° 57′ L. Tem uma altitude média de 14 metros (45 pés).

## Demografia
Segundo o censo de 2001,  Marakkanam  tinha uma população de 19,153 habitantes. Os indivíduos do sexo masculino constituem 50% da população e os do sexo feminino 50%. Marakkanam tem uma taxa de literacia de 61%, superior à média nacional de 59.5%: a literacia no sexo masculino é de 70% e no sexo feminino é de 52%. Em Marakkanam, 13% da população está abaixo dos 6 anos de idade.